# Scelotrichia paku
Scelotrichia paku är en nattsländeart som beskrevs av Wells och Huisman 1993. Scelotrichia paku ingår i släktet Scelotrichia och familjen smånattsländor. Inga underarter finns listade i Catalogue of Life.